# ليلي برجلاند
ليلي برجلاند (بالسويدية: Lily Berglund) هي مغنية سويدية، ولدت في 21 يوليو 1928 في Stora Tuna ‏ في السويد، وتوفيت في 15 أغسطس 2010 في Oscar Parish ‏ في السويد.

## وصلات خارجية
- ليلي برجلاند على موقع IMDb (الإنجليزية)
- ليلي برجلاند على موقع ميوزك برينز (الإنجليزية)